# Gonzalo Sagi-Vela
Gonzalo Sagi-Vela Fernández-Pérez (Madrid, 25 febbraio 1950) è un ex cestista spagnolo.
È il fratello di José Luis Sagi-Vela e di Alfonso Sagi-Vela.

## Carriera
Con la Spagna disputò i Giochi olimpici di Monaco 1972 e due edizioni dei Campionati europei (1973, 1977).

## Palmarès
- Coppa Korać: 1

Joventut Badalona: 1980-81